# Euproctillina
Euproctillina este un gen de molii din familia Lymantriinae.